# Kościół św. Teresy z Lisieux w Wołczynie
Kościół św. Teresy z Lisieux w Wołczynie – rzymskokatolicki kościół filialny, należący do parafii NMP Niepokalanie Poczętej w dekanacie Wołczyn, diecezji kaliskiej.

## Historia
Pierwsze informacje o drewnianym kościele pochodzą z 1315 roku. W 1588 roku uległ on spaleniu. Na jego miejsce w 1593 roku wybudowano, również drewnianą świątynię, która została rozebrana w 1776 roku. Obecny kościół wzniesiony zostaje w latach 1770–1799, staraniem księdza Georga Freitaga, który po zakończeniu budowy poświęca nową budowlę. 
Od tej pory do 1945 roku, kościół należy do ewangelików i jest pod wezwaniem św. Barbary. Przy budowie użyto materiału budowlanego pochodzącego z ruin zamku Jana v. Borschnitz-Jeltsch, istniejącego na miejscu obecnego cmentarza. Wieża kościoła pochodzi z 1834 roku, na szczycie której położono metalową kulę z historycznymi dokumentami. W 1865 roku na wieży założono zegar. W latach 1899–1900 kościół został powiększony według projektu architekta Hansa Polziga, przez budowniczego Bernarda Schulza. W latach 1927–32 nastąpiło gruntowne odnowienie świątyni (wzniesiono obecny dach, wieżę). W latach 1929–1930 założono ogrzewanie kościoła. W 1945 roku kościół przejmują katolicy, a jego wezwanie zostaje zmienione na św. Teresy z Lisieux.

## Architektura i wnętrze
Kościół nie posiada wyraźnego stylu, jest orientowany, murowany, otynkowany, z kwadratową wieżą. Dachy mansardowe kryte są eternitem. Wieża podzielona jest gzymsami na pięć kondygnacji, okna w niej zamknięte są półkoliście z uskokiem. Kościół posiada troje drzwi klepkowych z okuciami barokowymi.
Prezbiterium jest krótkie i wraz z zakrystią zbudowano je w latach 1899–1900. Nawa z kruchtami jest w kształcie prostokąta. W nawie widać sklepienia kolebkowe z płaskimi odcinkami stropowymi, wspartymi na profilowanych słupach drewnianych, stanowiących przedłużenie podpór empor. Kruchty sklepione są kolebkowo. Empory wzdłuż północnej, zachodniej i południowej ściany nawy wsparte są na osiemnastu profilowanych słupach. Empora od zachodu służy jako chór muzyczny i wybrzuszona jest w części środkowej. Okna znajdują się w dwóch kondygnacjach, zamknięte są łukiem spłaszczonym. Wejścia do kruchty zamknięte są półkoliście. Ołtarz główny posiada fragmenty dekoracji snycerskiej z I połowy XVIII wieku. We wnętrzu kościoła znajdują się ponadto:
- późnobarokowy z XVIII wieku obraz Matki Boskiej,
- barokowy posąg Chrystusa Zmartwychwstałego (posąg jest uszkodzony),
- krucyfiks z II połowy XVIII wieku,
- komoda i dwa krzesła z przełomu XVIII/XIX wieku[3].

## Organy
Organy zostały wybudowane przez firmę Sauer w 1926 roku jako opus 1330. Prospekt ma bogatą dekorację rokokową z kartuszem herbowym. Szafa organowa jest wcześniejsza od instrumentu i pochodzi z 1784 roku. Instrument był odnawiany w 1901 roku, 1926 roku i 1934 roku.
Dyspozycja instrumentu:
| Manuał I                  | Manuał II              | Pedał                   |
| ------------------------- | ---------------------- | ----------------------- |
| 1. Cornett 4-5 fach       | 1. Salicet 8'          | 1. Violoncello 8'       |
| 2. Rauschquinte 2 2/3' 2' | 2. Vox coelestis 8'    | 2. Bassflöte 8'         |
| 3. Bordun 16'             | 3. Portunal 8'         | 3. Violon 16'           |
| 4. Oktave 4'              | 4. Geigen principal 8' | 4. Subbass 16'          |
| 5. Flauto dolce 4'        | 5. Violine 4'          | 5. Lieblich gedeckt 16' |
| 6. Principal 8'           | 6. Flute harm.4'       |                         |
| 7. Gamba 8'               | 7. Piccolo 2'          |                         |
| 8. Flöte 8'               | 8. Stillgedeckt 16'    |                         |
|                           | 9. Horn 8'             |                         |